# Metopius bellatorius
Metopius bellatorius är en stekelart som beskrevs av Förster 1850. Metopius bellatorius ingår i släktet Metopius och familjen brokparasitsteklar. Inga underarter finns listade i Catalogue of Life.